# Penstemon crideri
Penstemon crideri är en grobladsväxtart som beskrevs av A. Nels.. Penstemon crideri ingår i släktet penstemoner, och familjen grobladsväxter. Inga underarter finns listade i Catalogue of Life.